# تجاس، مکزیک
تجاس (تلفظ: تیهاس) نام یکی از استانهای کشور مکزیک بود که در پی اعلام استقلال استان تجاس از مکزیک نبردی مسلحانه میان جمهوری تگزاس و مکزیک درگرفت که به انقلاب تگزاس یا جنگ استقلال تگزاس شهرت یافت.